# Max-Henri Herrmann
Max-Henri Herrmann (* 24. Februar 1994 in Bonn, Deutschland) ist ein ehemaliger Handballtorwart, der die französische und die deutsche Staatsbürgerschaft besitzt. 

## Karriere

### Verein
Herrmann begann 1999 bei der HSG Geislar Oberkassel mit dem Handball. Über den TuS Niederpleis kam er zum TSV Bayer Dormagen, mit dem er in der Saison 2011/12 in der 2. Handball-Bundesliga spielte. Seit 2012 stand der 1,95 Meter große Torhüter beim HSV Hamburg unter Vertrag, bei dem er in der U 23-Mannschaft und in der Handball-Bundesliga spielte. 2013 gewann er mit den Hamburgern die EHF Champions League. In der Saison 2013/14 war er zusätzlich für den Drittligisten SV Henstedt-Ulzburg spielberechtigt, mit dem er zur Saison 2014/15 in die 2. Bundesliga aufstieg.
Nach der Saison 2014/15 beendete er seine Handballerkarriere, um in Marseille als Schifffahrtskaufmann zu arbeiten.

### Nationalmannschaft
2009 spielte Max-Henri Hermann das erste Mal für die französische U 17-Nationalmannschaft. Zwei Jahre später erreichte er mit der U 19-Nationalmannschaft bei der U-19-Handball-Weltmeisterschaft 2011 den vierten Platz.

## Bundesligabilanz
| Saison    | Verein             | Spielklasse   | Spiele | Tore | 7-Meter | Feldtore |
| --------- | ------------------ | ------------- | ------ | ---- | ------- | -------- |
| 2011/12   | TSV Bayer Dormagen | 2. Bundesliga | 08     | 0    | 0       | 0        |
| 2012/13   | HSV Hamburg        | Bundesliga    | 13     | 0    | 0       | 0        |
| 2013/14   | HSV Hamburg        | Bundesliga    | 02     | 0    | 0       | 0        |
| 2014/15   | HSV Hamburg        | Bundesliga    | 20     | 0    | 0       | 0        |
| 2011–2014 | gesamt             |               | 43     | 0    | 0       | 0        |